# キャサリーン・ランド
キャサリーン・ランド （ボンニー・キャサリーン・ランド、英語: Bonnie Kathaleen Land、旧姓プレゼンツ (Pleasants)、1918年11月21日 - 2012年10月7日）は、アメリカ合衆国の計算手と数学者である。

## 人物
NASAのラングレー研究所に勤務し、1941年12月1日にバージニア州ニューポートニューズでスタンリー・ランドと結婚し、3人の娘をもうけた。『ドリーム NASAを支えた名もなき計算手たち』の著者であるマーゴット・リー・シェタリーが子供の頃、ランドがNASAを退職した後、ランドは教会学校でシェタリーに教えた。ランドは、シェタリーが『ドリーム』の本のためにリサーチを始めたときに最初にインタビューした人物の1人であり、ランドは本と映画に登場する人間のコンピュータの名前のいくつかを提供した。ランドは「『ドリーム』の背後にあるインスピレーション、触媒、そして『ドリーム』への入り口」であると説明されている。ランドは2012年10月7日にバージニア州ハンプトンで亡くなった。